# Florence K
Florence K est une chanteuse et musicienne canadienne, né le 5 février 1983 à Québec. Aussi la fille du musicien Hany Khoriaty et de la soprano Natalie Choquette. Cette auteure-compositrice-interprète et pianiste a su tailler sa place dans l'univers musical en mariant divers styles et sons du monde: classique, cubain, brésilien, etc.
Florence K interprète ses œuvres en français, en anglais, en espagnol et en portugais. Elle a participé à divers événements de calibre mondial, tel le Festival international de jazz de Montréal en 2009.
Ses deux premiers albums ont été à tour de rôle récompensés en recevant un Félix au Gala de L'ADISQ comme Meilleur Album Musiques du Monde en 2007 et en 2009. Elle a aussi été porte-parole du Mondial des Cultures de Drummondville en 2009 et 2010.
À partir du 15 février 2013, la tournée Clin d’œil Rock & Rose parcourt le Québec. Les six chanteuses qui en font partie, dont Florence K, Nadja, France D'Amour ou Stéphanie Bédard, ont pour but de divertir mais aussi de sensibiliser et informer les gens à la cause du cancer du sein.
À l'automne 2020, elle anime la série Vivre en funambule à Savoir média.

## Discographie
- 2005 : Live au Lion d'Or, Productions Red Blues
- 2006 : Bossa Blue, Musicor/Productions Red Blues
- 2008 : La historia de Lola, Musicor/Productions Red Blues
- 2010 : Havana Angels, Musicor/Productions Red Blues
- 2013 : I'm Leaving You, Universal Music of Canada/Productions Red Blues
- 2018 : Estrellas, Florence K Music
- 2020 : Florence, Ad Litteram

## Lauréats et nominations

### Gala de l'ADISQ
| Année | Catégorie                                           | Pour                          | Résultat   |
| ----- | --------------------------------------------------- | ----------------------------- | ---------- |
| 2007  | album de l'année - musique du monde                 | Bossa blue                    | lauréat    |
| 2007  | interprète féminine de l'année                      | Florence K                    | nomination |
| 2007  | vidéoclip de l'année                                | Vol de nuit                   | nomination |
| 2009  | album de l'année - musique du monde                 | La historia de Lola           | lauréat    |
| 2009  | artiste québécois - interprétation autres langues   | Florence K                    | nomination |
| 2014  | album de l'année - anglophone                       | I'm leaving you               | nomination |
| 2015  | spectacle de l'année - anglophone                   | I'm leaving you               | nomination |
| 2016  | album de l'année - jazz                             | Quiet nights (avec Matt Dusk) | nomination |
| 2021  | artiste de l'année ayant le plus rayonné sur le web | Florence K                    | nomination |

### Prix Juno[13]
| Année | Catégorie                    | Pour                          | Résultat   |
| ----- | ---------------------------- | ----------------------------- | ---------- |
| 2014  | artiste émergeant de l'année | Florence K                    | nomination |
| 2017  | album jazz vocal de l'année  | Quiet nights (avec Matt Dusk) | nomination |